# Какерлі-Шигалі
Какерлі́-Шигалі́ (рос. Какерли-Шигали, чув. Кахăрлă Шăхаль) — присілок у складі Шемуршинського району Чувашії, Росія. Входить до складу Малобуяновського сільського поселення.
Населення — 261 особа (2010; 307 у 2002).
Національний склад:
- чуваші — 100 %